# Grand-bailliage de Neresheim

Carte du Wurtemberg, 1927 - Le grand-bailliage de Neresheim est situé en n°37

Le grand-bailliage de Neresheim était une circonscription administrative du Royaume de Wurtemberg (sur la carte jointe n° 37), rebaptisée Kreis Neresheim en 1934 et dissoute en 1938. Avec la réforme du district en 1938, la plus grande partie est revenue au district d'Aalen (depuis 1973 une partie de l' arrondissement d'Ostalb) et les communautés les plus méridionales à l'arrondissement de Heidenheim.
Pour des informations générales sur les Grands-bailliages du Wurtemberg, voir Grand-bailliage (Wurtemberg).

## Histoire
Le grand-bailliage de Neresheim, formé en 1810, se composait en grande partie de zones passées sous souveraineté bavaroise entre 1803 et 1806. Sur la base du traité de Paris du 28 février 1810 entre la France et la Bavière, qui traitait d'un accord sur les consolidations territoriales, ces zones ont été cédées au Wurtemberg dans le traité frontalier entre le royaume de Bavière et le royaume de Wurtemberg du 18 mai, 1810.
Les voisins du grand-bailliage, affecté au Cercle de la Jagst de 1818 à 1924, étaient les Grand-bailliages de Aalen, Ellwangen, Heidenheim et les arrondissements bavarois de Nördlingen et Dillingen.